# 3부문 모델
경제학의 3부문 모델 또는 3섹터 모델(Three-sector model)은 경제를 3가지 활동 부문, 즉 원재료 추출(제1차 산업), 제조업(제2차 산업), 2차 부문에서 생산된 상품의 운송, 유통 및 판매를 촉진하기 위해 존재하는 서비스 산업(제3차 산업)으로 나눈다. 이 모델은 20세기 전반에 앨런 피셔, 콜린 클라크, 장 푸라스티에에 의해 개발되었으며 산업 경제를 대표한다. 21세기 경제를 대변하는 표현으로는 부적절하다는 비판을 받아왔다.
3부문 모델에 따르면, 경제 활동의 주요 초점은 1차 부문에서 2차 부문을 거쳐 마지막으로 3차 부문으로 이동한다. 1인당 소득이 낮은 국가는 초기 발전 단계에 있다. 국민소득의 주요 부분은 1차 부문의 생산을 통해 달성된다. 보다 발전된 발전 상태에 있는 국가, 중간 국민 소득을 갖춘 국가는 주로 2차 부문에서 소득을 창출한다. 소득이 높은 선진국에서는 3차 부문이 전체 경제 생산량을 지배한다.
경제 활동의 증가하는 비율이 물리적 재화와 직접적인 관련이 없는 탈산업 경제의 부상으로 인해 일부 경제학자들은 4차 또는 5차 부문을 추가하여 모델을 확장하게 되었지만 다른 경제학자들은 이 모델의 사용을 중단했다.

## 같이 보기
- 제1차 산업
- 제2차 산업
- 제3차 산업
- 제4차 산업
- 정보화 시대
- 탈산업화
- 민간 부문